# Pasing-Obermenzing

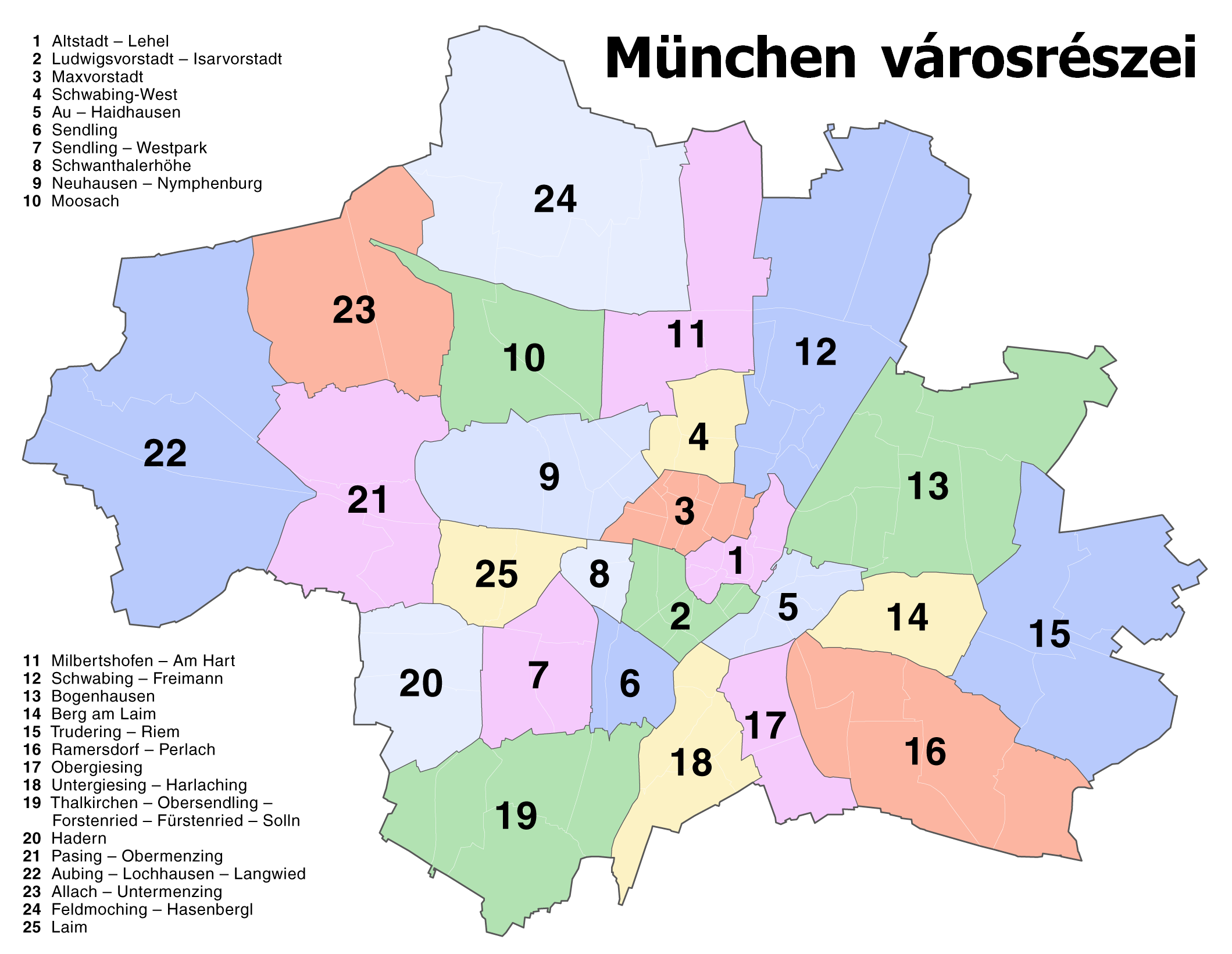
München városrészei

Pasing-Obermenzing München egyik kerülete a város 21 kerületéből. A kerületet Neupasing, Am Westbad, Pasing és Obermenzing alkotja.
A városrész München nyugati oldalán terül el.

## Közlekedés
A városközpontból megközelíthető az S2-es, S3-as, S4-es, S6-os, S7-es és S8-as számú S-Bahn járatokkal, továbbá a 19-es villamossal. München-Pasing vasútállomáson az áthaladó távolsági járatok nagy része szintén megáll.

## Nevezetes épületek
- Pasing Arcaden
- Bahnbetriebswerk München-Pasing
- Bahnhof München-Pasing
- Städtisches Bertolt-Brecht-gimnázium
- Elsa-Brändström-gimnázium
- Grundschule an der Oselstraße
- Himmelfahrtskirche
- Johann-Nepomuk-Kapelle
- Karlsgymnasium München-Pasing
- Klinikum München Pasing
- Maria Rosenkranzkönigin
- Maria Schutz
- Mariä Geburt
- Max-Planck-gimnázium
- Nordumgehung Pasing
- Pasinger Fabrik
- Pasinger Marienplatz
- Pasinger Stadtpark
- Városháza
- Schloss Gatterburg
- St. Hildegard
- St. Willibald